# 이호영 (1980년)
이호영(1980년 6월 23일 ~ )은 대한민국의 배우이다.

## 학력
- 한국예술종합학교 연기과

## 출연작

### 영화
- 《설인》 (2013년) - 성인 철민 (목소리) 역
- 《보물섬》 (2010년) - 단물 역
- 《경》 (2010년) - 창 역
- 《서울》 (2010년) - 채만 역
- 《비몽》 (2008년) - 현장경찰 1 역
- 《무방비도시》 (2008년) - 윤 형사 역
- 《램프의 요정》 (2007년) - 진석 역
- 《자야한다》 (2007년) - 승민 역
- 《포도나무를 베어라》 (2007년) - 이강우 역
- 《죽은 개》 (2006년)
- 《가을로》 (2006년) - 면접실 직원 2 역
- 《자전거 경주》 (2003년)

### 드라마
- 《HD TV문학관 - 사람의 아들》 (2009년, KBS1) - 아하스 페르츠 역
- 《옥션하우스》 (2007년, MBC) - 박정우 역
- 《린자면옥》 (2023년, 바바요 by iHQ)

## 연극
- 2023년 《셰익스피어 인 러브》 - 웨섹스 경 역 (2023.1.28 ~ 2023.3.26 서울 예술의전당 CJ 토월극장)